# Gerda Rieser-Cegnar
Gerda Rieser-Cegnar es una deportista austríaca que compitió en luge en la modalidad individual. Ganó una medalla de plata en el Campeonato Mundial de Luge de 1962, y una medalla de bronce en el Campeonato Europeo de Luge de 1962.

## Palmarés internacional
| Campeonato Mundial | Campeonato Mundial    | Campeonato Mundial | Campeonato Mundial |
| Año                | Lugar                 | Medalla            | Prueba             |
| ------------------ | --------------------- | ------------------ | ------------------ |
| 1962               | Krynica (Polonia)     | Medalla de plata   | Individual         |
| Campeonato Europeo |                       |                    |                    |
| Año                | Lugar                 | Medalla            | Prueba             |
| 1962               | Weissenbach (Austria) | Medalla de bronce  | Individual         |